# Nexon Computer Museum
Le Nexon Computer Museum, en coréen : 넥슨컴퓨터박물관, est un musée sur l'informatique et les ordinateurs situé à Jeju-do en Corée du Sud. Il est créé en 2013. Le nom du musée a été choisi en relation avec l’entreprise Nexon.